# 하이오스
하이오스(영어 : Hyundai IoT Safety System)는 2019년 1월 10일 개발되었으며, 근로자와 관리자에게 경고 또는 알람으로 잠재적인 위험 요인을 제거하는 시스템이다.
각종 센서를 통해 축적된 정보를 사물인터넷 데이터 전송에 적합한 저전력 블루투스 통신으로 BLE 스캐너에 전달한다. BLE 스캐너는 수집된 센서의 정보를 LTE 5G또는 Wi-Fi로 통합 플랫폼에 전송한다. 그 후 건설장비들을 네트워크로 연결해 수집한 데이터를 관리자와 근로자에게 제공한다.

## 같이 보기
- 사물인터넷
- 안전관리 시스템